# Józef Jacek Rojek
Józef Jacek Rojek pseud. Jacek Mróz (ur. 20 lutego 1939 w Falkowej, zm. 18 maja 2015 w Olsztynie) – polski poeta, eseista, prozaik, malarz i rysownik.

## Życiorys
W 1964 zamieszkał w Bartoszycach, gdzie pracował w Powiatowej i Miejskiej Bibliotece Publicznej. W 1979 przeniósł się do Olsztyna. Tu pracował w Wydawnictwie SSK „Pojezierze”. W olsztyńskiej Wyższej Szkole Pedagogicznej uzyskał tytuł zawodowy magistra pedagogiki.
Debiutował w 1961 wierszami w almanachu Młoda wieś pisze. Wydał 11 tomików poetyckich, powieść Popielisko, Baśń o Kłobuku Psotniku oraz Figle i psoty Kłobuka niecnoty. W 1976 został członkiem Związku Literatów Polskich; objął funkcję prezesa Oddziału Olsztyńskiego ZLP. Uzyskał Nagrodę „Czerwonej Róży” (Gdańsk 1971) i Nagrodę Artystyczną Prezydenta Olsztyna. Wygrywał Festiwal Poezji w Łodzi (1968, 1976) oraz konkursy „Feniks poetycki” (1972) i „Jesień Tatrzańska” (1976).
Pod pseudonimem Jacek Mróz napisał dwie powieści z serii „Pan Samochodzik” – Baszta nietoperzy (2002) oraz Rękopis z Poznania (2005).

## Działalność
W okresie szkoły średniej PSS „Społem” jako inwentaryzator. Był dekoratorem w klubie oficerskim. W późniejszym (1964) czasie pracował jako bibliotekarz Powiatowej i Miejskiej Bibliotece Publicznej w Bartoszycach.